# 4974 Elford
4974 Elford је астероид главног астероидног појаса са средњом удаљеношћу од Сунца која износи 2,605 астрономских јединица (АЈ).
Апсолутна магнитуда астероида је 12,8.